# A Life Within a Day
A Life Within a Day è l’album realizzato da Chris Squire, bassista degli Yes, insieme a Steve Hackett, ex chitarrista dei Genesis.
L'album s'avvale di ulteriori musicisti collaboratori di Hackett, (Roger King, Amanda Lehmann e Christine Townsend), e di un trio di archi nel brano omonimo.

## Tracce
1. A life within a day – 6:35
2. Tall ships – 6:18
3. Divided self – 4:05
4. Aliens – 5:32
5. Sea of smiles – 5:24
6. The summer backwards – 3:00
7. Stormchaser – 5:26
8. Can’t stop the rain – 5:47
9. Perfect love song – 4:04

## Formazione ufficiale
- Chris Squire: basso elettrico, voce
- Steve Hackett: chitarre, voce, armonica
- Jeremy Stacey: batteria

## Musicisti aggiuntivi
- Roger King: tastiere, programmazione
- Amanda Lehmann: cori
- Christine Townsend: violino, viola
- Richard Stewart: violoncello
- Dick Driver: contrabbasso